# Jean-Paul Benoit (homme politique)
Pour les articles homonymes, voir Jean-Paul Benoit et Benoit.
Jean-Paul Benoit, né le 28 septembre 1936 à Marennes, est un avocat et un homme politique français,,,,,,,,. Il est avocat au Barreau de Paris.

## Biographie
D’une famille d’universitaires, à l’issue d’études de droit et de sciences politiques, il est licencié en droit, diplômé d’études supérieures de droit public, d’économie politique et de l’Institut d’études politiques.
Il intègre le Corps préfectoral comme sous-préfet, directeur de cabinet du préfet des Côtes du Nord. Il effectue ensuite son service militaire en Algérie comme chef de cabinet du secrétaire général de l’Administration  (1961-1962). En 1963 il est chef adjoint du cabinet du ministre de l’Intérieur puis détaché au ministère des Affaires étrangères auprès de la Commission des Communautés européennes comme administrateur à la Direction générale des relations économiques extérieures. Il est chargé des dossiers du Maghreb, de Malte, d’Israël.
Il est, de plus, membre du groupe de travail pour l’adhésion de la Grande-Bretagne. De 1974 à 1981, il exerce successivement les fonctions de directeur de cabinet au ministère de la Coopération, au secrétariat porte–parole du gouvernement, au ministère du Commerce extérieur et au secrétariat d’état à l’Industrie. Dans cette fonction il met en place l’Agence pour la création d’entreprise.
En 1982, il devient directeur général de l’OCIRP (Organisme commun des institutions de rente et de prévoyance), poste qu'il occupe jusqu’en 2000. En 1989, élu député européen, il est  membre de la Commission des Affaires étrangères et de la Commission des relations économiques extérieures. A ce titre, par exemple il effectue un rapport sur le protectionnisme américain et sur l’adhésion des pays d’Europe centrale. Il est vice-président de la Délégation des relations avec les États-Unis. Il conduit des délégations en Arabie saoudite, au Koweit, dans les Emirats. Il est désigné comme observateur pour les élections en Russie et dans de nombreux pays africains. Il exerce parallèlement des fonctions universitaires (Paris V) et de conférencier sur les sujets de politique africaine et internationale. 
Depuis 2002, Jean-Paul Benoit est avocat au barreau de Paris, spécialiste du droit pénal international et européen.
Il est également chroniqueur à Africa N°1.

## Détail des fonctions et des mandats
Mandat parlementaire
25 juillet 1989 - 18 juillet 1994Député européen

## Distinctions
Jean-Paul Benoit est membre de l'Académie des Sciences d'Outre-Mer.
Jean-Paul Benoit est Chevalier de la Légion d'Honneur[Quand ?].

## Ouvrages
Indispensable Afrique, Berger-Levrault, 1997.
Indispensable Europe, Berger Levrault, 1989 (Médaille Gauthiot).
L'Europe: l'être ou le néant?, PML  Editeur, 2019.